# Filippo Severoli
Filippo Severoli, francoski general, * 1767, † 1822.
1. 1 2 3 4  Negro P. D. Dizionario Biografico degli Italiani — 2018. — Vol. 92.